# Elza Koungaïeva
Elza Koungaïeva (également connue sous le nom de Kheda Koungaïeva; 1982 – 27 mars 2000) était une femme tchétchène enlevée, battue, assassinée et prétendument violée par le colonel de l'armée russe Iouri Boudanov pendant la seconde guerre de Tchétchénie.
Le 27 mars 2000, Elza Koungaïeva a été enlevée de force de son domicile en Tchétchénie, maltraitée et assassinée. Le 28 février 2001, le tribunal militaire du district de Rostov Veliki a débuté le procès du colonel Iouri Boudanov pour le meurtre de Koungaïeva. Il s’agit de l’un des premiers cas dans lesquels les autorités russes ont rapidement et publiquement reconnu un crime de guerre perpétré par les forces fédérales russes contre des civils en Tchétchénie.

## Aperçu
Dans la nuit du 26 au 27 mars, vers 1 heure du matin, le commandant de la division 13 206, le colonel Iouri Budanov, est arrivé dans le village de Tangi-Chu, dans le district d'Ourous-Martan, en Tchétchénie, à bord du véhicule blindé de transport de troupes n° 391, en compagnie des militaires sergent Grigoriev, sergent Li-En-Shou et soldat Iegorov. Sur ordre du colonel Iouri Boudanov, ses subordonnés ont emmené de force Elza Koungaïeva de la maison n°7 de la ruelle Zarechni et l'ont conduite au campement de la division avec le véhicule blindé de transport de troupes. Vers 3 heures du matin, Boudanov a étranglé Koungaïeva dans la caravane 131 qui était prétendument le quartier de Boudanov. Sur ordre du colonel Boudanov, le soldat Iegorov, le sergent Li-En-Shou et le sergent Grigoriev ont pris le corps de Elza Koungaïeva et l'ont enterré dans une zone boisée près du campement. Le 28 mars 2000, vers 10 heures du matin, le corps de Koungaïeva a été exhumé.
Un rapport médical médico-légal, dont Human Rights Watch (HRW) a obtenu une copie, cite le rapport d'un procureur militaire selon lequel le 27 mars à 1 heure du matin, Iouri Boudanov a enlevé Elza Koungaïeva de sa maison à Tangi-Chu et l'a emmenée dans un camp militaire. L'expert médico-légal a conclu que Elza Koungaïeva avait été battue avec un objet dur et étranglée vers 3 heures du matin. Le rapport cite des marques sur son cou, l'état de ses vaisseaux sanguins, le teint de sa peau et l'état de ses poumons. Elle a constaté que d'autres blessures telles que des ecchymoses trouvées sur son visage, son cou, son œil droit et son sein gauche avaient été infligées par un coup avec un « objet contondant et dur de surface limitée », survenu environ une heure avant sa mort.
Les autorités militaires russes ont d'abord accusé publiquement Iouri Boudanov d'avoir assassiné Elza Koungaïeva et de l'avoir torturée, puis l'ont inculpé uniquement de meurtre, d'enlèvement et d'abus de pouvoir, pour lesquels il a été accusé d'avoir eu recours à la torture.

## Les événements du 27 mars
Visa Koungaïev, le père d'Elza Koungaïeva, a déclaré qu'entre minuit et 1 heure du matin, le 27 mars 2000, un grand bruit a réveillé la famille Koungaïev. Un véhicule blindé de transport de troupes s'est approché de leur maison à la périphérie du village de Tangi-Chu, transportant trois soldats russes et leur commandant, le colonel Iouri Boudanov. Visa Koungaïev a prévenu ses cinq enfants et s'est rendu chez son frère, à proximité, pour demander de l'aide.
Selon la famille Koungaïev, des soldats armés sont entrés dans leur maison. Iouri Boudanov se tenait dans le couloir tandis que deux soldats entraient dans la chambre et que d'autres gardaient la maison. Ils ont d'abord fait sortir de la pièce la fille cadette de Koungaïev, Khava, mais lorsqu'elle a crié, Boudanov aurait dit : « Lâche-la, prends celle-là. ». Les soldats ont ensuite fait sortir la fille aînée, Elza, l'ont emmenée dehors et puis montée dans le véhicule blindé de transport de troupes. Visa Koungaïev est ensuite retourné chez lui, mais ses enfants lui ont dit qu'Elza Koungaïeva avait été emmenée par les soldats. Le frère de Koungaïev a déclaré que le véhicule blindé portait le numéro 391. Plusieurs personnes ont rapporté que Boudanov était ivre à ce moment-là.
Plus tard, le 27 mars, un groupe de villageois a obtenu l’autorisation des forces russes locales de se rendre à Ourous-Martan, à sept kilomètres de là, pour rechercher Koungaïeva. Ils pensaient qu’elle avait peut-être été emmenée dans l’un des deux centres de détention gérés par les forces fédérales dans cette ville. Deux témoins ont déclaré à Human Rights Watch qu’un commandant fédéral à Ourous-Martan a dit aux villageois que Koungaïeva avait été violée par des hommes ivres et qu’elle était morte.

## Conséquences
L'armée a réagi immédiatement au meurtre de Koungaïeva, en plaçant rapidement Boudanov en détention et en aidant la famille Koungaïev ; elle a également condamné Boudanov au plus haut niveau, sans attendre l'issue d'une procédure judiciaire. Les soldats fédéraux ont rendu le corps de Koungaïeva à sa famille le soir du 28 mars 2000. Le major-général Alexander Verbitskii a déclaré aux villageois que Boudanov avait violé puis étranglé Koungaïeva, et a promis que la justice serait sévère et rapide. Boudanov a déclaré au tribunal qu'il pensait que Koungaïeva était une tireuse d'élite tchétchène et qu'un accès de rage l'avait envahi alors qu'il l'interrogeait.
De hauts responsables militaires russes de la guerre de Tchétchénie ont assisté aux funérailles de Koungaïeva le 29 mars 2000, notamment le colonel-général Valéry Baranov, commandant par intérim du Groupe des forces unies en Tchétchénie à l'époque, le major-général Valeri Guerassimov, commandant par intérim du Groupe de forces occidental, et son adjoint, le général de division. Koungaïev a déclaré que les généraux avaient été très serviables, avaient payé les funérailles, lui avaient demandé pardon et avaient exprimé leur sympathie.

### Enquête officielle
Visa Koungaïev a déclaré à Human Rights Watch que dans un premier temps, l’enquête semblait satisfaisante. Il a déclaré avoir rencontré des enquêteurs à Tangi-Chu et à Ourous-Martan et a indiqué que les enquêteurs avaient également interrogé des membres de la famille et des villageois.
L'avocat de Koungaïev a déclaré que l'enquête avait établi qu'aucun membre de la famille Koungaïev n'était un combattant. Cependant, six mois plus tard, Koungaïev s'inquiétait de l'impasse de l'enquête et a envoyé des pétitions au parquet militaire fédéral, au parquet général et à la Douma, exprimant son inquiétude quant à l'arrêt apparent de l'enquête et demandant sa poursuite. En octobre 2000, Koungaïev a appris que les accusations contre Boudanov n'incluaient pas le viol et il s'est alors particulièrement inquiété du déroulement de l'enquête.
Lorsqu'il s'est entretenu avec Human Right Watch début février 2001, après que les autorités eurent clos l'enquête, Koungaïev s'est dit choqué et a regretté que Budanov n'ait pas été accusé de viol. « Ils ont retiré la charge la plus importante », a-t-il déclaré. La réaction de Koungaïev à l'échec des poursuites pour le viol de sa fille reflète l'opinion répandue en Tchétchénie selon laquelle le viol ruine l'honneur non seulement de la victime mais aussi de sa famille élargie. C’est pour cette raison que le viol est considéré par certains comme un crime pire que le meurtre.
Boudanov a été reconnu coupable d'enlèvement, de meurtre et d'abus de pouvoir et condamné à 10 ans de prison pour le meurtre d'Elza Koungaïeva. Il fut également déchu de son grade militaire et de son Ordre du Courage. En janvier 2009, Boudanov a été libéré de prison de manière anticipée, ce qui a provoqué la colère des militants des droits de l'homme′.

## Meurtre de l'avocat de la famille Koungaïev
Le 19 janvier 2009, l'avocat de la famille Koungaïev, Stanislav Markelov, a été tué par balle alors qu'il quittait une conférence de presse qu'il tenait à Moscou. Iouri Boudanov a été libéré à la mi-janvier 2009, 15 mois plus tôt que sa date de sortie initiale, et Markelov a annoncé lors de la conférence de presse qu'il prévoyait de déposer un recours pour maintenir Boudanov en prison. Anastasia Babourova, journaliste indépendante de Novaïa Gazeta, a également été tuée avec Markelov,. Une enquête criminelle a révélé que les meurtres étaient liés aux poursuites judiciaires de Markelov contre les néonazis.

## Meurtre de Youri Boudanov
Le 10 juin 2011, Youri Boudanov, l'homme reconnu coupable du meurtre d'Elza Koungaïeva, a été abattu dans le centre de Moscou par un agresseur non identifié alors qu'il quittait un bureau de notaire sur Komsomolsky Prospekt, une avenue très fréquentée de la capitale. Boudanov avait été libéré plus tôt que prévu, ce qui avait suscité la colère des militants des droits de l'homme. La police a déclaré que son meurtrier et un complice ont pris la fuite dans une Mitsubishi Lancer, retrouvée plus tard à moins d'un kilomètre de la scène du crime. Un pistolet et un silencieux avaient été laissés à l'intérieur du véhicule. Une source policière a déclaré que le meurtre était « de toute évidence un contrat »[réf. nécessaire].
Le 7 mai 2013, Yusup Temerkhanov a été reconnu coupable du meurtre de Boudanov par un jury et condamné à 15 ans de prison. Selon l’enquête, le mobile de Temerkhanov était de venger son père, tué en 2000 pendant la seconde guerre de Tchétchénie. Temerkhanov a nié toute implication et a plaidé non coupable. Il est décédé alors qu’il purgeait sa peine dans une colonie pénitentiaire en Sibérie en août 2018.